# Norbert Barthelmess
Norbert Barthelmess, en esperanto Norberto Bartelmes (Düsseldorf, 19 de febrer de 1897 - Bry-sur-Marne, 30 de novembre de 1987) va ser un periodista, pacifista i esperantista anacionalista d'origen alemany, actiu membre de SAT.

## Biografia
Norbert Barthelmess va néixer a una familia d'artistes. Va aprendre la llengua auxiliar esperanto el 1911 i també en aquesta època es va afiliar al partit socialdemòcrata. El 1912 va publicar els seus primers articles en esperanto. Va ensenyar la llengua a un grup obrer a Düsseldorf. Durant la primera guerra mundial va refusar participar-hi com a soldat i va treballar a un hospital militar de Lieja. Després de 12 dies va haver de tornar a Düsseldorf, perquè no podia suportar la visió dels ferits i els morts de la guerra. Tanmateix, el setembre de 1916 va tornar a ser cridat a files. Influït per la revolució d'octubre es fa afiliar a les joventuts comunistes. En acabar la guerra, va participar en la creació del SAT, sent-ne el primer responsable, juntament amb H. Remers, de la seva editorial. L'octubre de 1924 es va traslladar a Leipzig i es va convertir en el redactor del semanari Sennaciulo, feina que va mantenir durant un any. Posteriorment es va considerar que la publicació estava massa esbiaixada cap a les idees comunistes. Després seria també el redactor de La Nova Epoko i de La Lernanto. Va escriure la primera edició (juntament amb Richard Lerchner) del llibre per aprendre esperanto Petro. Va participar en el congrés de Leningrad de 1926, com a hoste de Nekrasov. Des de febrer de 1928 va tornar a ser el redactor de Sennaciulo. Barthelmess vivia llavors a casa de Lanti. Fins al 1934 també va ser monitor del lleure per a infants a la cooperativa La Bellevilloise, tema freqüent als seus llibres i destacat també a la seva autobiografia.
El setembre de 1939, tres dies després del començament de la Segona Guerra Mundial, la policia francesa el va detenir. Primer el van enviar a París, després a Normandia i més tard a Liborna, a prop de Burdeus. Quan les tropes alemanyes van arribar a França, el juny de 1940 va ser enviat a Alemanya on va treballar de nou com a empleat de banca. A començament de 1942, la Gestapo el va enviar a un camp de concentració al Nord de França i després a un altre a Alemanya. Els darrers anys de la guerra va ser mobilitzat per treballar a una ambulància i finalment va ser capturat per l'exèrcit estatunidenc. 
Des de 1948 al 1982 va tornar a treballar per SAT com a secretari general i redactor de Sennaciulo. També en aquests anys va treballar com a pianista al cabaret dels Tri koboldoj. 

## Obres

### Originals
- Diablidoj: conte per joves (1928). Aventures dels "pioners vermells" durant les excursions.
- Juneca ardo (novel·la), SAT, 1936
- Vartejoj (novel·la), SAT, 1938
- Ne plu ludo.. i altres contes (1927-1947), SAT, 1973
- Mia vivo, 1975 (tercera edició en 2005)
- Poemaro, 1983, SAT
- Petro la brunmontano, inèdit

### Traduccions
- Faŭsto I (traducció de l'original alemany de Goethe, SAT, 1923

### Participació en obres col·lectives
- Proletaria Kantaro, SAT, 1924 (compilador)
- Petro (amb Richard Lerchner), SAT, 1925
- Unua Legolibro SAT, 1932, 101 p.(compilador)
- Historio de SAT (1921-1952), 1953, 151 p.